# Gordon Newey
Die Gordon Newey Ltd. war ein britischer Automobilhersteller aus Birmingham.

## Unternehmensgeschichte
Das Unternehmen begann 1907 als Verkaufsagentur für De Dion-Bouton, Star Motor Company und Siddeley. 1907 entstanden einige Automobile mit Einbaumotoren von Aster, die als Newey-Aster vermarktet wurden. 1913 wurde die eigene Produktion wieder aufgenommen. Diesmal wurde der Markenname Newey verwendet. Von 1916 bis 1919 wurden auch Fahrzeuge als GNL vermarktet. 1921 endete die Produktion. Die letzten Fahrzeuge wurden 1923 verkauft.

## Fahrzeuge

### Newey-Aster
Im Angebot standen die Modelle 10/12 HP, 20/22 HP und 24/30 HP.

### Newey
Im Jahre 1913 wurde der Newey 10 HP vorgestellt. Der leichte Tourenwagen besaß einen seitengesteuerten Vierzylinder-Reihenmotor mit 1,3 Liter Hubraum. Der Radstand betrug 2743 mm. 1915 wurde ihm der Newey 10/18 HP zur Seite gestellt, der bei etwas verringerten Außenmaßen (Radstand: 2591 mm) einen größeren Motor mit 1,5 Liter Hubraum hatte. 1918 ersetzte diesen der Newey 10/12 HP, ebenfalls mit 1,5-Liter-Motor, aber mit dem größeren Radstand des 10 HP. Dieser Wagen wurde bis zur Einstellung der Produktion 1921 gebaut.
1919 gab es den größeren Newey 11/15 HP, das Spitzenmodell der Marke. Der Wagen mit obengesteuertem 1,8-Liter-Vierzylindermotor wurde drei Jahre lang angeboten. 1920 erschien das letzte Modell, der Newey 11.9 HP, wieder mit seitengesteuertem Vierzylindermotor und 1,6 Liter Hubraum. Sein Radstand betrug wieder 2591 mm. Außerdem gab es nach dem Krieg das Modell Newey 12/15 HP, der von einem Motor von Chapuis-Dornier mit 1750 cm³ Hubraum angetrieben wurde. Obwohl die meisten Modelle nach dem Ersten Weltkrieg angeboten wurden, blieben die Fertigungszahlen in dieser Zeit gering.

### GNL
Zwischen 1916 und 1919 war der Bezug von Motoren aus Frankreich schwer möglich. Gordon Newey importierte Vierzylindermotoren mit 2,4 Liter Hubraum aus den USA, möglicherweise von Continental. Diese Fahrzeuge erhielten zwei- und viersitzige Karosserien.

## Modelle
| Marke       | Modell   | Bauzeitraum    | Zylinder | Hubraum  | Radstand | Text                      | Quelle      |
| ----------- | -------- | -------------- | -------- | -------- | -------- | ------------------------- | ----------- |
| Newey-Aster | 10/12 HP | 1907–1907      |          |          |          | Motor von Aster           | [ 1 ]       |
| Newey-Aster | 20/22 HP | 1907–1907      |          |          |          | Motor von Aster           | [ 1 ]       |
| Newey-Aster | 24/30 HP | 1907–1907      |          |          |          | Motor von Aster           | [ 1 ]       |
| Newey       | 10 HP    | 1913–1916      | 4 Reihe  | 1327 cm³ | 2743 mm  | Motor von Aster           | [ 3 ]       |
| Newey       | 10/18 HP | 1915–1919      | 4 Reihe  | 1526 cm³ | 2591 mm  |                           | [ 3 ]       |
| GNL         |          | 1916–1919      | 4 Reihe  | 2400 cm³ |          | Motor aus den USA         | [ 1 ] [ 2 ] |
| Newey       | 10/12 HP | 1918–1921      | 4 Reihe  | 1505 cm³ | 2743 mm  |                           | [ 3 ]       |
| Newey       | 11/15 HP | 1919–1921      | 4 Reihe  | 1795 cm³ | 2743 mm  |                           | [ 3 ]       |
| Newey       | 12/15 HP | etwa 1919–1921 | 4 Reihe  | 1750 cm³ |          | Motor von Chapuis-Dornier | [ 1 ] [ 2 ] |
| Newey       | 11.9 HP  | 1920–1921      | 4 Reihe  | 1557 cm³ | 2591 mm  |                           | [ 3 ]       |